# 小齒黑頭魚
小齒黑頭魚，為輻鰭魚綱黑头鱼目黑頭魚科的其中一種，為深海魚類，分布於東印度洋印度海脊海域，棲息深度1500-1760公尺，體長可達30.5公分，棲息在底層水域，生活習性不明。

## 扩展阅读
維基物種上的相關：小齒黑頭魚